# Oczesa-Rudnia
Oczesa-Rudnia, Oczeso-Rudnia (biał. Ачоса-Рудня, Aczosa-Rudnia; ros. Очёсо-Рудня, Oczoso-Rudnia) – dawna wieś na Białorusi, w obwodzie homelskim, w rejonie dobruskim, położona nad rzeką Oczesą, około 25 km na północny wschód od Dobruszu.
W wyniku katastrofy w elektrowni jądrowej w Czarnobylu i skażenia promieniotwórczego mieszkańcy wsi zostali przesiedleni.